# علی‌رغم شب
علی‌رغم شب (انگلیسی: Despite the Night) فیلمی درام به کارگردانی فیلیپ گراندریو محصول سال ۲۰۱۵ است. از بازیگران آن می‌توان به آریان لابد اشاره کرد.